# Loch Fada (sjö i Storbritannien, Argyll and Bute)
Loch Fada är en sjö i Storbritannien.   Den ligger i kommunen Argyll and Bute och riksdelen Skottland, i den nordvästra delen av landet, 600 km nordväst om huvudstaden London. Loch Fada ligger 39 meter över havet. Den ligger på ön Colonsay.